# Чатем (тауншип, Миннесота)
Чатем (англ. Chatham) — тауншип в округе Райт, Миннесота, США. На 2000 год его население составило 1162 человека.

## География
По данным Бюро переписи населения США площадь тауншипа составляет 44,9 км², из которых 39,1 км² занимает суша, а 5,9 км² — вода (13,08 %).

## Демография
По данным переписи населения 2000 года здесь находились 1162 человека, 374 домохозяйства и 314 семей. Плотность населения — 29,8 чел./км². На территории тауншипа расположено 384 постройки со средней плотностью 9,8 построек на один квадратный километр. Расовый состав населения: 98,80 % белых, 0,09 % афроамериканцев, 0,34 % коренных американцев, 0,34 % азиатов и 0,43 % приходится на две или более других рас. Испанцы или латиноамериканцы любой расы составляли 0,69 % от популяции тауншипа.
Из 374 домохозяйств в 44,4 % воспитывались дети до 18 лет, в 77,3 % проживали супружеские пары, в 3,2 % проживали незамужние женщины и в 16,0 % домохозяйств проживали несемейные люди. 11,8 % домохозяйств состояли из одного человека, при том 5,1 % из — одиноких пожилых людей старше 65 лет. Средний размер домохозяйства — 3,11, а семьи — 3,40 человека.
32,6 % населения — младше 18 лет, 6,5 % — в возрасте от 18 до 24 лет, 29,5 % — от 25 до 44, 24,6 % — от 45 до 64, и 6,8 % — старше 65 лет. Средний возраст — 36 лет. На каждые 100 женщин приходилось 101,4 мужчин. На каждые 100 женщин старше 18 приходилось 107,7 мужчин.
Средний годовой доход домохозяйства составлял 71 250 долларов, а средний годовой доход семьи — 74 667 долларов. Средний доход мужчин — 43 438 долларов, в то время как у женщин — 28 000. Доход на душу населения составил 24 080 долларов. За чертой бедности находились 1,4 % семей и 3,1 % всего населения тауншипа, из которых 2,9 % младше 18 и 5,6 % старше 65 лет.